# Pirâmide

Estrutura básica de uma pirâmide.

Uma pirâmide é um sólido geométrico formado pela reunião dos segmentos de reta com uma extremidade em um ponto fixo {\displaystyle V} e outra num polígono dado sobre um plano fixo {\displaystyle \alpha } que não contém {\displaystyle V}. Como exemplos das pirâmides da geometria espacial temos as pirâmides do Egito, uma das sete maravilhas do mundo antigo.

## Definição

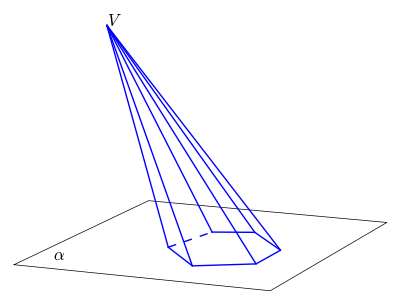
Ilustração da definição de pirâmide.

Uma pirâmide é a reunião dos segmentos de reta com uma extremidade em um ponto fixo {\displaystyle V} (vértice) e outra sobre um polígono (base) pertencente a um plano que não contém {\displaystyle V}. Equivalentemente, é um poliedro com uma face poligonal (base) e demais faces triangulares (faces laterais), as quais tem exatamente um ponto em comum (vértice).
Em alguns textos, o termo pirâmide é usado de forma mais abrangente, significando a reunião de todas as semirretas que tem origem em um ponto fixo {\displaystyle V} e que passam por uma região poligonal que não contém {\displaystyle V}. Isto é, também, conhecido como pirâmide ilimitada. Quando a região poligonal é convexa, também usamos os termos ângulo poliédrico ou ângulo sólido.

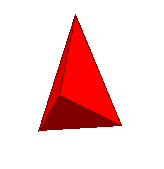
Tetraedro.

Pirâmide quadrangular.

### Classificação
Uma pirâmide é dita ser convexa quando sua base é um polígono convexo. É dita ser reta quando a projeção ortogonal do vértice sobre o plano que contém sua base é o centro da base. Adicionalmente, uma pirâmide é dita ser regular quando é reta e o polígono da base é regular. Uma pirâmide que não é reta é dita ser oblíqua.
Pirâmides também são classificadas quanto a sua natureza. Uma pirâmide de base triangular é chamada de pirâmide triangular (ou tetraedro). Caso a base seja um quadrilátero, a pirâmide é dita ser quadrangular. Analogamente, definimos as pirâmides pentagonal, hexagonal, etc.

### Elementos

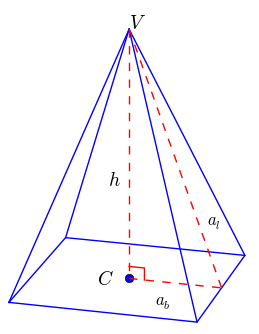
Ilustração de alguns elementos de uma pirâmide. Altura, apótema da base e apótema lateral.

Os seguintes elementos são comumente identificados em uma pirâmide:
- base - região poligonal que contém as extremidades opostas de todos os segmentos de reta que partem do vértice e pertencem a pirâmide.
- face lateral - qualquer triângulo de vértices {\displaystyle V} e dois vértices consecutivos da base.
- aresta lateral - qualquer segmento de reta com uma extremidade em {\displaystyle V} e outro em um vértice da base.
- aresta da base - qualquer lado do polígono da base.
- diedros - reunião de duas faces laterais consecutivas.
- vértices - {\displaystyle V} ou qualquer vértice da base.
- triedros - reunião de duas faces laterais consecutivas com a base.

### Altura e Apótema
A altura de uma pirâmide é a distância {\displaystyle h} entre o vértice e o plano da base. Se a pirâmide for reta, então {\displaystyle h} é igual à distância do centro da base ao vértice da pirâmide.
No caso de uma pirâmide regular, chama-se de apótema lateral a altura de qualquer de uma de suas faces laterais. Apótema da base é a apótema do polígono regular que forma a base da pirâmide.

## Área da superfície
A superfície (ou superfície total) de uma pirâmide é a união de todas as suas faces. A união somente das faces laterais é chamada de superfície lateral. Desta forma, a área da superfície lateral é a soma das áreas dos triângulos que a formam. A área da superfície total é a área da superfície lateral somada a área da base da pirâmide.

No caso de uma pirâmide regular, podemos verificar diretamente que a área da superfície lateral é dada por:
{\displaystyle A_{l}=n{\frac {b\cdot a_{l}}{2}}}
onde, {\displaystyle n} é o número de arestas do polígono da base, {\displaystyle b} é o comprimento de uma aresta da base e {\displaystyle a_{l}} é o comprimento da apótema lateral da pirâmide. Segue que a área da superfície total da pirâmide é dada por:
{\displaystyle A_{t}=A_{b}+A_{l}},
onde, {\displaystyle A_{b}} é a área de sua base.

## Volume

### Volume de um tetraedro

Tetraedro e o prisma associado.

O volume de um tetraedro é dado por:
{\displaystyle V={\frac {A_{b}\cdot h}{3}}}
onde, {\displaystyle A_{b}} é a área de sua base e {\displaystyle h} é sua altura.
Com efeito, todo tetraedro pode ser unido a dois tetraedros congruentes formando um prisma de área da base {\displaystyle A_{b}} e altura {\displaystyle h}. Ou seja, o volume do tetraedro é um terço do volume do prisma formado.

### Volume de uma pirâmide
O volume de uma pirâmide qualquer é dado por:
{\displaystyle V={\frac {A_{b}\cdot h}{3}}}
onde, {\displaystyle A_{b}} é a área de sua base e {\displaystyle h} é sua altura. De fato, toda pirâmide pode ser particionada em um conjunto finito de tetraedros de vértice igual ao da pirâmide e cujas bases pertencem à base da mesma.